# Szaratovi terület
A Szaratovi terület (oroszul Саратовская область [Szaratovszkaja oblaszty]) az Oroszországi Föderáció tagja. Székhelye Szaratov.

## Földrajz
Határos a Volgográdi területtel, a Voronyezsi területtel, a Tambovi területtel, a Penzai területtel, a Szamarai területtel, az Uljanovszki területtel és Kazahsztánnal. Fő folyója a Volga.

## Népesség
| Nemzetiség                                    | Lélekszám         | Lélekszám         | Lélekszám         | Lélekszám         |
| Nemzetiség                                    | 1979-ben          | 1989-ben          | 2002-ben          | 2010-ben          |
| --------------------------------------------- | ----------------- | ----------------- | ----------------- | ----------------- |
| oroszok                                       | 2 230 822 (87,0%) | 2 298 992 (85,6%) | 2 293 129 (85,9%) | 2 151 215 (87,6%) |
| kazakok                                       | 63 345 (2,5%)     | 73 428 (2,7%)     | 78 320 (2,9%)     | 76 007 (3,1%)     |
| tatárok                                       | 47 948 (1,9%)     | 52 867 (2,0%)     | 57 577 (2,2%)     | 52 884 (2,2%)     |
| ukránok                                       | 103 361 (4,0%)    | 101 832 (3,8%)    | 67 257 (2,5%)     | 41 942 (1,7%)     |
| örmények                                      | 3531              | 6404              | 24 976            | 23 841            |
| azeriek                                       | 2658              | 10 610            | 16 417            | 14 868            |
| csuvasok                                      | 17 497            | 20 613            | 15 956            | 12 261            |
| mordvinok                                     | 23 344            | 23 381            | 16 523            | 10 917            |
| A többi nemzetiség létszáma 10 000 fő alatti. |                   |                   |                   |                   |

## Közigazgatás
A Szaratovi terület élén a kormányzó áll.
- Valerij Vasziljevics Radajev – 2012 tavaszától 2022. május 10-ig. Hivatali idejének letelte előtt saját kérésére – több regionális vezetővel egyidőben – felmentették.
- Roman Viktorovics Buszargin – 2022. május 10-től Putyin elnök által megbízott kormányzó. Megbízatása a szeptemberben esedékes kormányzói választásig szól.[6]

A területen 18 város és 27 városi jellegű település található. Közigazgatásilag 38 járás és 4 városi körzetre oszlik.

### Városi körzetek
(Zárójelben a 2010-es népesség szerepel)
- Szaratov, a terület fővárosa (837.900)
- Mihajlovszkij (zárt város) (2.328)
- Szvetlij (zárt város)
- Sihan (zárt város) (6.067)

### Járások
A járások neve, székhelye és 2010. évi népessége az alábbi:
| Magyar név                  | Orosz név                   | Székhely           | Lélekszám |
| --------------------------- | --------------------------- | ------------------ | --------- |
| Alekszandrov Gaj-i járás    | Александрово-Гайский район  | Alekszandrov Gaj   | 16 855    |
| Arkadaki járás              | Аркадакский район           | Arkadak            | 26 236    |
| Atkarszki járás             | Аткарский район             | Atkarszk           | 16 550    |
| Balakovói járás             | Балаковский район           | Balakovo           | 19 617    |
| Balasovi járás              | Балашовский район           | Balasov            | 31 125    |
| Baltaji járás               | Балтайский район            | Baltaj             | 12 282    |
| Bazarnij Karabulak-i járás  | Базарно-Карабулакский район | Bazarnij Karabulak | 31 841    |
| Duhovnyickojei járás        | Духовницкий район           | Duhovnyickoje      | 12 951    |
| Engelsi járás               | Энгельсский район           | Engels             | 44 832    |
| Fjodorovkai járás           | Фёдоровский район           | Mokrousz           | 20 876    |
| Gyergacsi járás             | Дергачёвский район          | Gyergacsi          | 21 104    |
| Hvalinszki járás            | Хвалынский район            | Hvalinszk          | 10 688    |
| Ivantyejevkai járás         | Ивантеевский район          | Ivantyejevka       | 15 186    |
| Jekatyerinovkai járás       | Екатериновский район        | Jekatyerinovka     | 19 798    |
| Jersovi járás               | Ершовский район             | Jersov             | 41 609    |
| Kalinyinszki járás          | Калининский район           | Kalinyinszk        | 33 302    |
| Krasznij Kut-i járás        | Краснокутский район         | Krasznij Kut       | 34 676    |
| Krasznoarmejszki járás      | Красноармейский район       | Krasznoarmejszk    | 24 375    |
| Krasznopartyizanszkij járás | Краснопартизанский район    | Gornij             | 13 008    |
| Liszije Gori-i járás        | Лысогорский район           | Liszije Gori       | 19 948    |
| Marxi járás                 | Марксовский район           | Marx               | 33 719    |
| Novije Buraszi-i járás      | Новобурасский район         | Novije Buraszi     | 16 359    |
| Novouzenszki járás          | Новоузенский район          | Novouzenszk        | 32 248    |
| Ozinki járás                | Озинский район              | Ozinki             | 19 147    |
| Pereljubi járás             | Перелюбский район           | Pereljub           | 14 747    |
| Petrovszki járás            | Петровский район            | Petrovszk          | 14 538    |
| Pityerkai járás             | Питерский район             | Pityerka           | 18 054    |
| Pugacsovi járás             | Пугачёвский район           | Pugacsov           | 20 031    |
| Romanovkai járás            | Романовский район           | Romanovka          | 16 226    |
| Rovnojei járás              | Ровенский район             | Rovnoje            | 16 654    |
| Rtyiscsevói járás           | Ртищевский район            | Rtyiscsevo         | 17 383    |
| Szamojlovkai járás          | Самойловский район          | Szamojlovka        | 21 451    |
| Szaratovi járás             | Саратовский район           | Szaratov           | 48 105    |
| Szovjetszkojei járás        | Советский район             | Sztyepnoje         | 28 012    |
| Tatyiscsevói járás          | Татищевский район           | Tatyiscsevo        | 28 405    |
| Turki járás                 | Турковский район            | Turki              | 12 834    |
| Volszki járás               | Вольский район              | Volszk             | 27 457    |
| Voszkreszenszkojei járás    | Воскресенский район         | Voszkreszenszkoje  | 12 098    |